# Ditte Pelgrom
Ditte Pelgrom (Amsterdam 1962) is dramaturg, toneelschrijver en bibliothecaris / uitgever.
Zij werkte o.a. voor Maatschappij Discordia, 't Barre Land, De Verliefde Prins en Platform Theaterauteurs. In 2009 richtte ze samen met Sandra Tromp Meesters en Alexandra Koch de uitgeverij De Nieuwe Toneelbibliotheek op.

## Toneelteksten
- 2007 valoefeningen
- 2005 panamarenko en de konijntjes – in 2 delen
- 2004 versjteerd
- 2000 meeuw
- 1999 jopie – in 3 delen
- 1994 prazack
- 1993 gertrude stein of i am i because my little dog knows me

## Toneelbewerkingen
- 2011 Op de drempel van het nieuwe leven – naar het gelijknamige korte verhaal van Anatol Gavrilov
- 2009 Het peergeheim – naar het jeugdboek van Harm de Jonge
- 2004 Kus – naar het jeugdboek van Lydia Rood
- 2002 Jesse ballewal-tsji – naar het jeugdboek van Harm de Jonge
- 1999 Hoofd zonder wereld – naar Het Martyrium van Elias Canetti i.s.m. Czeslaw de Wijs
- 1998 Dansen op mijn graf – naar het boek van Aiden Chambers
- 1992 De prinses van de moestuin – naar het boek van Margriet en Annemie Heymans i.s.m. Arlène Hoornweg
- 1985 Simone – naar Een tevreden lach van Andreas Burnier

## Prijzen en nominaties
- 2023 Prosceniumprijs (De Nieuwe Toneelbibliotheek)[1]
- 2016 Prijs van de Kritiek (De Nieuwe Toneelbibliotheek)[2]